# Prionodon linsang
Prionodon linsang (Лінзанг смугастий) — ссавець родини Віверових (Viverridae). 

## Фізичний опис
Тіло довжиною 40 см, а хвіст близько 34 см. P. linsang блідо-жовтого кольору з п'ятьма великими поперечними темними смугами на спині. Є широкі смуги на шиї з невеликими подовженими плямами і смугами на боках. Хвіст має сім або вісім темних смуг і закінчується темним кінчиком. P. linsang має дуже гострі втяжні кігті. Підошви їх ніг мають волосся між подушечками і пальцями ніг.

## Поширення
Зустрічається в півострівній Малайзії, на півдні М'янми, на Борнео, Суматрі, Яві, на півдні Таїланду, на островах Бангка і Белітунг. Мало що відомо про екологію цього виду. Він був записаний в первинних і вторинних лісах, а іноді і в районах заселених людьми. Був виявлений до висоти 2400 м.

## Поведінка, життєвий цикл
Це нічний і загалом деревний вид, хоча він спускається на землю в пошуках їжі, його раціон складається з птахів, деревних щурів, змій та інших дрібних тварин, яких він може спіймати

## Генетика
Каріотип характеризується диплоїдним числом, 2n=34.

## Загрози та охорона
Втрата і деградація середовища проживання були оцінені як загрози для цього виду. Цей вид був зареєстрований в деяких охоронюваних районах.